# 13. јул
13. јул (13.7.) је 194. дан године по грегоријанском календару (195. у преступној години). До краја године има још 171 дан.

## Догађаји
- 1573 — Окончана је седмомесечна опсада Харлема у оквиру Осамдесетогодишњег рата.
- 1822 — Грчка војска код Термопила победила турску војску у рату за независност Грчке.
- 1837 — У Бакингемску палату палату у Лондону уселила се Викторија I, као први британски монарх.
- 1878 — Окончан Берлински конгрес којим су Србија, Румунија и Црна Гора добиле независност, Аустроугарска монархија право да окупира османску Босну и Херцеговину, а Бугарска аутономију унутар Османског царства.
- 1887 — У Београду започела званична метеоролошка мерења и осматрања на Провизорној опсерваторији.
- 1919 — Британски дирижабл R34 слетео у Норфок чиме је постао прва летелица која је прелетела Атлантски океан, од Уједињеног Краљевства до САД. Путовање је трајало 182 часа ефективног лета.
- 1930 — У Монтевидеу, главном граду Уругваја почело је прво светско фудбалско првенство.
- 1941 — У Црној Гори је почео Тринаестојулски устанак против италијанског окупатора.
- 1943 — Кључна фаза Курске битке у Другом светском рату окончана је победом совјетске војске. У бици је учествовало око 6.000 тенкова. Немачка војска је изгубила око 2.900 тенкова. Погинуло је и повређено најмање 230.000 војника.
- 1944 — Почела је совјетска офанзива на Прибалтик у Другом светском рату. Црвена армија заузела је град Вилњус у Литванији.
- 1968 — У експлозији бомбе у биоскопу „20. октобар“ у Београду које је подметнуло Хрватско револуционарно братство погинула је једна особа, а 77 је повређено.
- 1975 — Лансиран је амерички свемирски брод „Аполо“ из Кејп Канаверала у Флориди. Овај свемирски брод учествовао је у првој совјетско-америчкој мисији у свемиру.
- 1977 — Њујорк због нестанка струје остао у потпуном мраку. Полиција је ухапсила око 3.000 пљачкаша.
- 1985 —
  - Рок концерти под називом „Live Aid“ у организацији певача и хуманитарног радника Боба Гелдофа одржани напоредо у Лондону и Филаделфији. Преко 60 милиона долара је било прикупљено. Телевизијски пренос концерта је пратило око 1,5 милијарда гледалаца широм света.
  - Совјетски скакач мотком Сергеј Бубка први пут у историји тог спорта прескочио шест метара у Паризу, чиме је постигао и светски рекорд.
- 1992 — Јицак Рабин преузео дужност премијера Израела и рекао да је спреман посетити престонице арапских земаља ради постизања мира на Блиском истоку.
- 1995 — На Цетињу проглашена аутокефална Црногорска православна црква, коју досад није признала ниједна православна црква на свету. Свечаности је присуствовало око 300 верника.
- 1996 — У Берлину је одржан фестивал под називом „Love Parade“. На улицама Берлина уз техно музику играло је око 500.000 људи. Био је то највећи јавни скуп у том граду после Другог светског рата.
- 1999 — У центру Техерана више хиљада иранских студената сукобило се с полицијом због одлуке власти да забрани све митинге и незванична окупљања.
- 2000 — На Косову и Метохији полиција Уједињених нација саопштила је да се током првих шест месеци 2000. године у региону догодило преко 1.900 инцидената; да је убијено 19 особа и да је извршено низ напада, отмица, силовања и подметања пожара.
- 2001 —
  - Генерал Первез Мушараф, пакистански председник, стигао у Индију на самит посвећен смиривању односа Пакистана и Индије.
  - Ли Шаомин, кинеско-амерички научник, осуђен у Кини због шпијунирања у корист Тајвана. Кинеске власти наредиле његову депортацију. САД су затражиле од Кине да реши и случајеве пет затворених научника, такође америчких држављана.
  - Формиран Одбојкашки клуб "Борац" из Бање Луке.
- 2006 — Почео је рат нападом Израела на Либан, где је Израел у задња 3 дана рата бацио преко 4 милиона касетних бомби, од чега је остало неексплодирано око 1 милион. Због велике количине бачених касетних у веома кратком року, дошло је до великог страдања цивила. После овог догађаја је почела кампања за забрану касетних која је резултирала доношењем конвенције о забрани касетних 1. августа 2010. у Уједињеним нацијама.
- 2008 — У Малаги ватерполисти Црне Горе на дебитантском наступу освојили Европско првенство победом над репрезентацијом Србије.
- 2016 — Тереза Меј преузела место председника Владе Уједињеног Краљевства након повлачења њеног партијског колеге Дејвида Камерона. Меј је тако постала тек друга жена на месту премијера после Маргарет Тачер.

## Рођења
- 1527 — Џон Ди, енглески математичар, астроном, астролог, алхемичар, географ и окултиста. (прем. 1609)[1]
- 1608 — Фердинанд III, цар Светог римског царства (1637—57), краљ Угарске (1625—57) и краљ Чешке (1627—57). (прем. 1657)
- 1798 — Александра Фјодоровна, руска царица, супруга руског цара Николаја I. (прем. 1860)
- 1934 — Воле Сојинка, нигеријски драматург, песник и есејиста, добитник Нобелове награде за књижевност (1984).
- 1940 — Патрик Стјуарт, енглески глумац.
- 1942 — Харисон Форд, амерички глумац.
- 1944 — Ерне Рубик, мађарски проналазач, вајар и архитекта, творац Рубикове змије и Рубикове коцке.
- 1946 — Чич Марин, амерички глумац и комичар.
- 1953 — Оливер Мандић, српски музичар.
- 1962 — Злата Петровић, српска певачица.
- 1963 — Спад Веб, амерички кошаркаш.
- 1966 — Јовица Антонић, српски кошаркашки тренер.
- 1967 — Бени Бенаси, италијански ди-џеј и музички продуцент.
- 1970 — Стеван Пековић, црногорски кошаркаш.
- 1974 — Јарно Трули, италијански аутомобилиста, возач Формуле 1.
- 1977 — Ешли Скот, америчка глумица и модел.
- 1979 — Крејг Белами, велшки фудбалер.
- 1979 — Дејан Ћирјаковић, српски глумац.
- 1981 — Мирослав Раичевић, српски кошаркаш.
- 1985 — Гиљермо Очоа, мексички фудбалски голман.
- 1988 — Тулиса, енглеска музичарка и глумица.
- 1989 — Саша Чађо, српска кошаркашица.
- 1995 — Данте Егзам, аустралијски кошаркаш.
- 2007 — Ламин Јамал, шпански фудбалер.

## Смрти
- 1024 — Хенрик II Свети, цар Светог римског царства (1014—24), краљ Немачке (1002—24) и краљ Италије (1004—24). (рођ. 972)
- 1793 — Жан Пол Мара, француски револуционар, научник, лекар и публициста. (рођ. 1743)
- 1859 — Тома Вучић Перишић, српски војсковођа из доба Првог и Другог српског устанка. (рођ. 1787. или 1788)
- 1896 — Фридрих Кекуле, немачки хемичар. (рођ. 1829)
- 1951 — Арнолд Шенберг, аустријски композитор. (рођ. 1874)
- 1954 — Фрида Кало, мексичка сликарка. (рођ. 1907)
- 1974 — Патрик Блекет, британски физичар. (рођ. 1897)
- 1975 — Ласло Гал, југословенски и мађарски песник, хумориста и новинар. (рођ. 1902)[2]
- 1976 — Јоахим Пајпер, немачки СС пуковник и ратни злочинац. (рођ. 1915)
- 2006 — Драгомир Фелба, југословенски и српски филмски, позоришни и телевизијски глумац. (рођ. 1921)
- 2014 — Надин Гордимер, јужноафричка књижевница, добитник Нобелове награде за књижевност 1991. године. (рођ. 1923)[3]
- 2017 — Љу Сјаобо, кинески писац и активиста, добитник Нобелове награде за мир 2010. године. (рођ. 1965)

## Празници и дани сећања
- Српска православна црква слави:
  - Сабор светих славних и свехвалних апостола
  - Блаженог Петра царевића
  - Преподобног Георгија Иверског